# پلنگیان
پلنگیان یا ببریان (به لاتین: Pantherinae) یک زیرخانواده از خانواده گربه‌ایان است که شامل ۷ گونه می‌شود که در ۲ سرده نوگربه‌ها و پلنگ‌مانندها طبقه‌بندی می‌شوند. نوگربه‌ها شامل دو گونه پلنگ ابری و پلنگ ابری سوندا هستند و پلنگ‌مانندها باقی گونه‌های این زیرخانواده را دربر می‌گیرند. مسیر فرگشتی پلنگیان و نزدیک‌ترین خویشاوندان یعنی گربه‌ایان کوچک حدود ۱۱٫۵ تا ۱۰٫۸ میلیون سال پیش از هم جدا شدند. گربه‌سانیانی چون ببر، شیر، جگوار، پلنگ سیاه، پلنگ و پلنگ برفی در این زیرخانواده قرار دارند.

## سرده‌های زنده
جدول زیر آرایه‌های زنده در زیرخانودهٔ پلنگیان بر پایهٔ رده‌بندی سنتی فنوتیپی نشان می‌دهد. برآورد زمان واگرایی ژنتیک خطوط زنوتیپیک پلنگیان با یکای میلیون سال پیش (mya)، بر پایهٔ تجزیه و تحلیل اتوزوم، xDNA, yDNA و mtDNA; و برآوردها بر پایهٔ تجزیه و تحلیل جفت‌های ژنوم هسته‌ای.
| سرده                                     | گونه                                                              | فهرست سرخ آی‌یوسی‌ان وضعیت و پراکندگی |
| ---------------------------------------- | ----------------------------------------------------------------- | ----------------------------------- |
| نوگربه‌ها Gray, 1867 14.45 to 8.38 mya    | پلنگ ابری (N. nebulosa) (Griffith, 1821) واگرایی 9.32 تا 4.47 mya | VU                                  |
| نوگربه‌ها Gray, 1867 14.45 to 8.38 mya    | پلنگ ابری سوندا (N. diardi) (Cuvier, 1823) واگرایی 2 تا 0.9 mya   | VU                                  |
| پلنگ‌مانندها Oken, 1816 11.75 to 0.97 mya | پلنگ (P. pardus) (Linnaeus, 1758) واگرایی 4.63 تا 1.81 mya        | VU                                  |
| پلنگ‌مانندها Oken, 1816 11.75 to 0.97 mya | ببر (P. tigris) (Linnaeus, 1758) واگرایی 4.62 تا 1.82 mya         | EN                                  |
| پلنگ‌مانندها Oken, 1816 11.75 to 0.97 mya | پلنگ برفی (P. uncia) (Schreber, 1775) واگرایی 4.62 تا 1.82 mya    | VU                                  |
| پلنگ‌مانندها Oken, 1816 11.75 to 0.97 mya | شیر (P. leo) (Linnaeus, 1758) واگرایی 3.46 تا 1.22 mya            | VU                                  |
| پلنگ‌مانندها Oken, 1816 11.75 to 0.97 mya | جگوار (P. onca) (Linnaeus, 1758) واگرایی 3.46 تا 1.22 mya         | NT                                  |